# Aminata Makou Traoré
Aminata Makou Traoré (31 de marzo de 1990) es una deportista maliense que compitió en taekwondo. Ganó una medalla de oro en los Juegos Panafricanos de 2011, y dos medallas de bronce en el Campeonato Africano de Taekwondo en los años 2009 y 2010.

## Palmarés internacional
| Juegos Panafricanos | Juegos Panafricanos | Juegos Panafricanos | Juegos Panafricanos |
| Año                 | Lugar               | Medalla             | Categoría           |
| ------------------- | ------------------- | ------------------- | ------------------- |
| 2011                | Maputo (Mozambique) | Medalla de oro      | –49 kg              |
| Campeonato Africano |                     |                     |                     |
| Año                 | Lugar               | Medalla             | Categoría           |
| 2009                | Yaundé (Camerún)    | Medalla de bronce   | –49 kg              |
| 2010                | Trípoli (Libia)     | Medalla de bronce   | –62 kg              |